# 香港警察文化
香港警察歷史源遠流長，至今經歷近170年，經歷過幾番時代變遷和文化轉變，因此孕育了獨特的一套香港警察傳統。

## 文化

### 供奉關帝
人員在警察處所內供奉關帝君的習俗始於1931年，當時刑事偵緝處油麻地警署的總探長黎兆在雜差房內供奉關帝神位，以示忠於職守，祈求庇祐，得以順利破案，維持治安時能勇武表現。自此，其他警探隊人員亦相繼彷效，使得這個民間信仰帶進警察隊，英國及印度等外籍人員亦都入鄉隨俗，與華人同袍一同向關帝燒香，以示團結一致。除了上述原因，若然人員獲得晉升、重大調動、久久無法破案或破大案，以及在節日時，皆會舉行供奉儀式。
英國殖民地時期，警察隊的記者會經常以供奉關帝的神桌為背景。時至今日，大部份警察處所仍然供奉關帝，部份警察處所則因為地區文化而奉祀其他神祇，例如黃大仙警署就供奉黃大仙。此外，部份部門人員不參拜關帝，例如交通部。此外，部份部門人員亦刻意不在當更開始時參拜，部分警察處所的全數女性警務人員亦依從特別俗例，不作參拜，而月事來潮的女性警務人員皆會避卻參拜。
2004年，香港傳媒報道指出警務處高層有意淡化此種活動及不鼓勵供奉關帝成為既定儀式。2003年，警察公共關係科將關帝從辦公室「送往」灣仔一間廟宇；新香港警察總部警政大樓無依照傳統舉行「拜關二哥」儀式，亦無安放一尊關帝像。縱然起源點雜差房仍然供奉關帝像，惟新一代領導人員公然表明「寧信一哥都唔信關二哥」（寧願相信一哥也不相信關二哥），聲言不鼓勵參拜關帝成為既定儀式，亦開始有警區考慮「送走」關帝像。然而，時任警務處處長李明逵澄清一直都很尊重關帝精神，表示從未下令移走任何以至準備安放在警政大樓的關帝像。
警察所供奉的關帝像持關刀、著紅鞋，與商業（著綠袍、持《左氏春秋》）及黑社會（懸寶劍、著綠鞋）所供奉的關帝像不同。因此，警察臥底及線人被黑社會俗稱為「著紅鞋」。

### 殉職人員
為紀念在執行職務時展現了英勇和無私精神的殉職人員，警務處基本上會安排警隊最高榮譽喪禮（Force Funeral with full Police Honours）。除警務處處長以外，喪禮通常會包括以下人士出席：行政長官、政務司司長、財政司司長、律政司司長、保安局局長和公務員事務局局長等等香港政府主要官員，國家公安部粵港澳台事務辦公室，一眾紀律部隊和屬下協會亦會派出代表敬禮及致送花圈。 
殉職人員的靈柩會（因應事件）被蓋上區旗或國旗，在香港警察樂隊奏響的哀樂伴送下，由9名的生前同袍扶靈，安放於由警察車輛改裝而成的靈車（AM8179，現已改為AM9888），在警隊護送組護送下，先途經生前所駐守的警務建築，後再送往浩園安葬。出席葬禮的所有官員及警務人員，都會在臂上纏掛上黑紗。。
截至2022年，有紀錄的殉職人員共300位，最近一位殉職的警務人員為水警高級督察林婉儀。她因於2021年9月25日於沙洲對開海域執行反走私任務期間被走私艇撞翻她所乘坐之追截艇墮海失蹤，兩天後於二澳對開海域被發現其遺體，證實殉職。

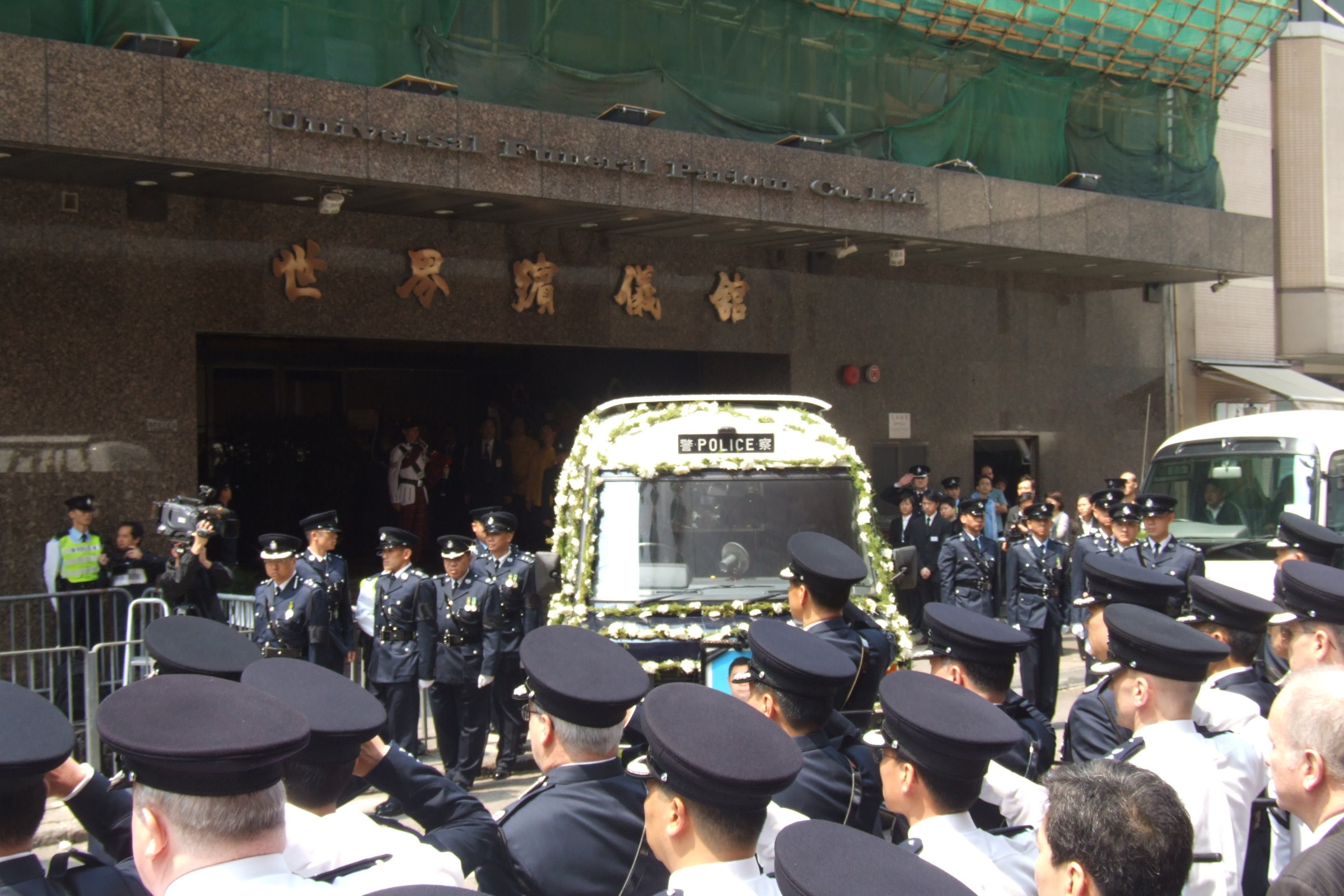
殉職人員的靈柩被安放於由警察車輛改裝而成的靈車，並且由生前同袍隨車護送。
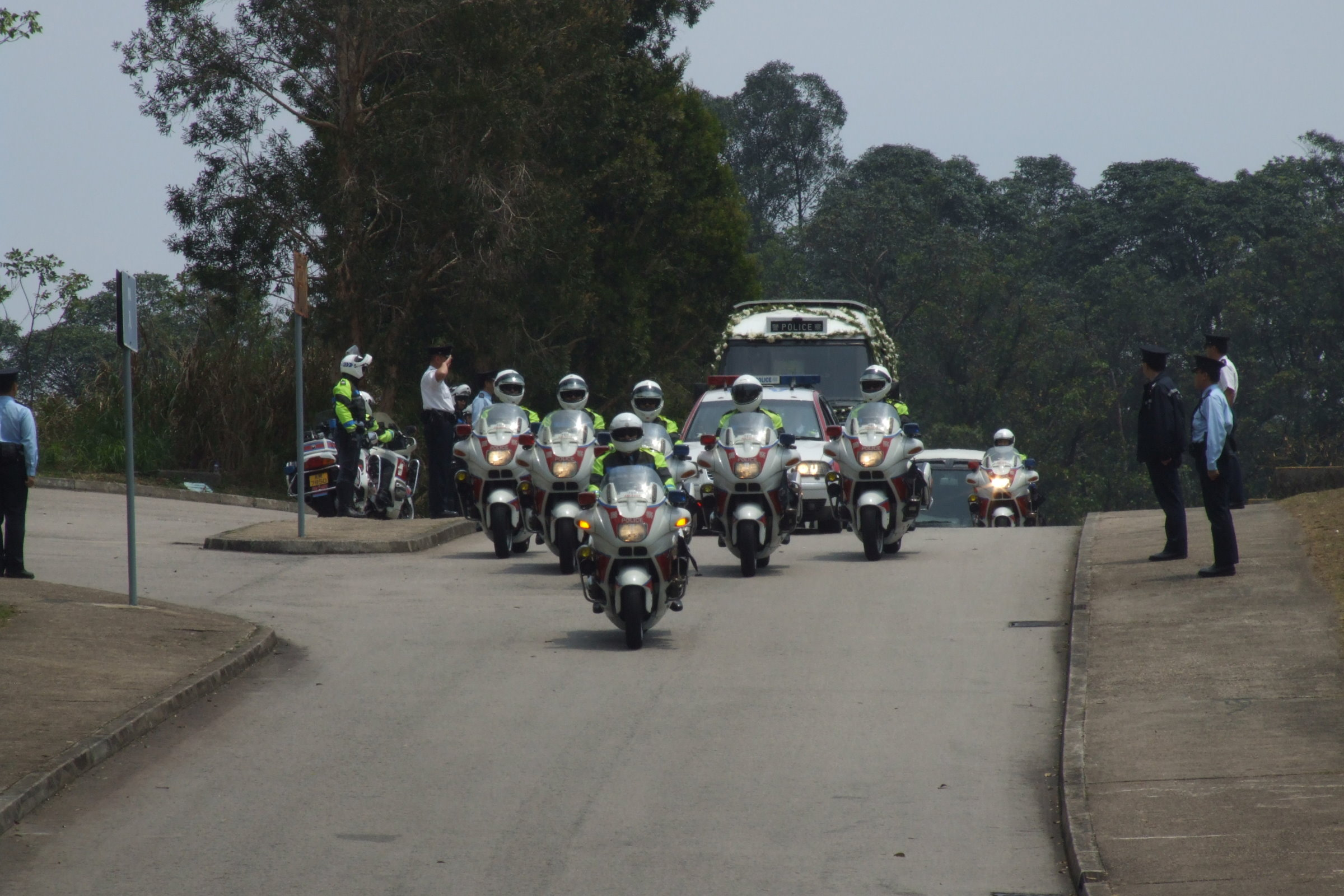
警察護送組為殉職人員護送隨行。
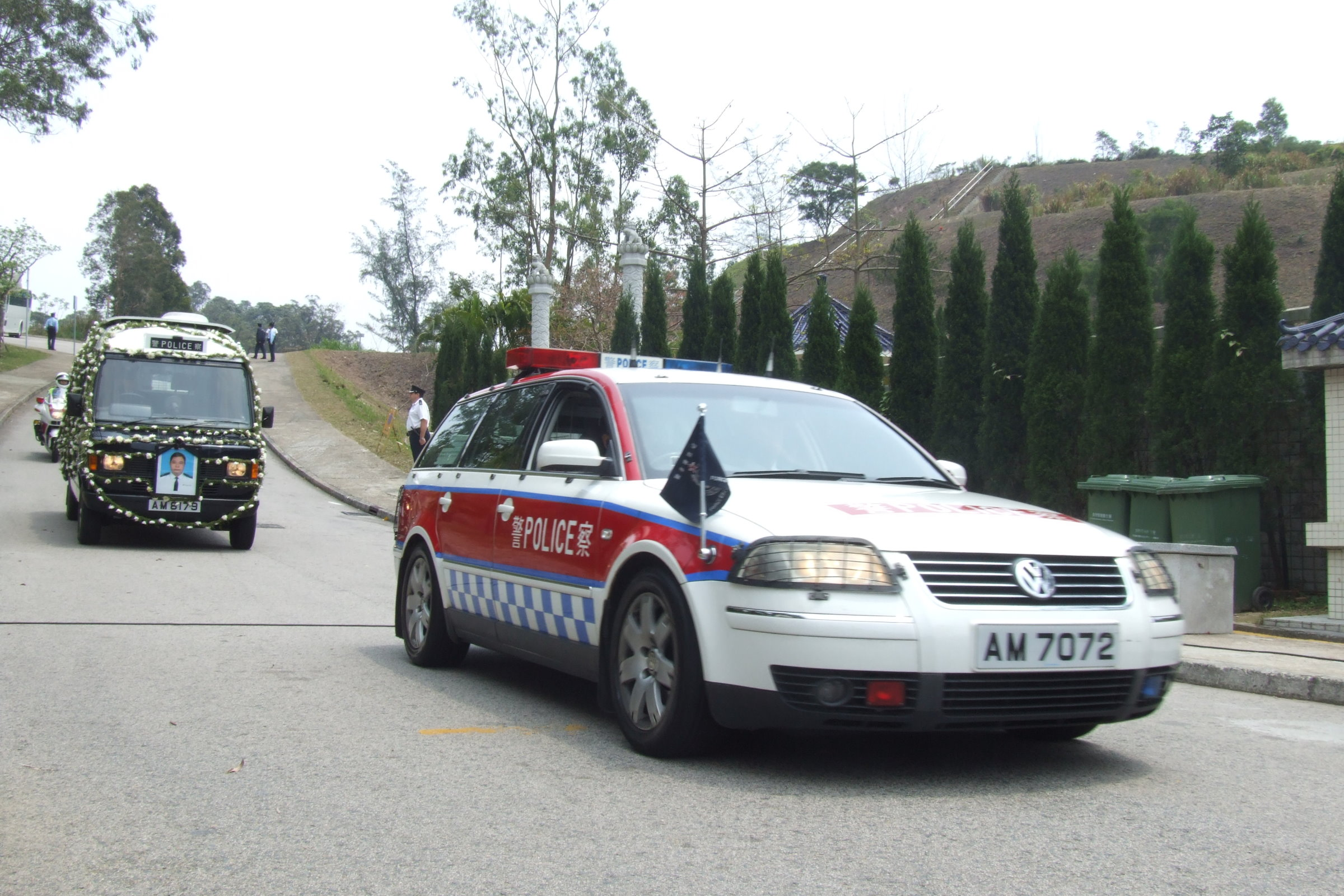
隨行警察車輛均會閃亮警燈以示敬意。
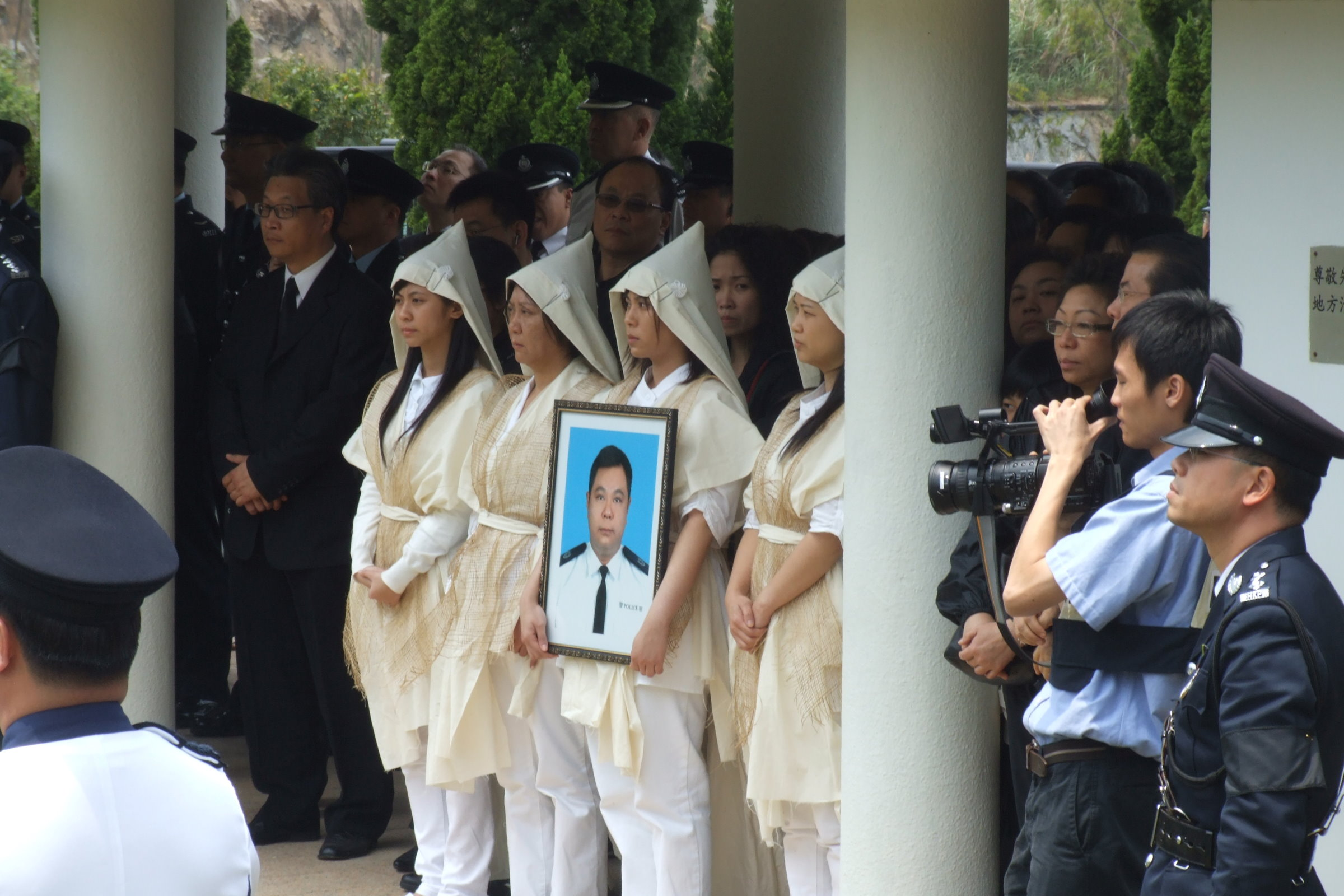
警隊內各代表和未亡同袍連同遺孀一同向殉職人員敬禮。
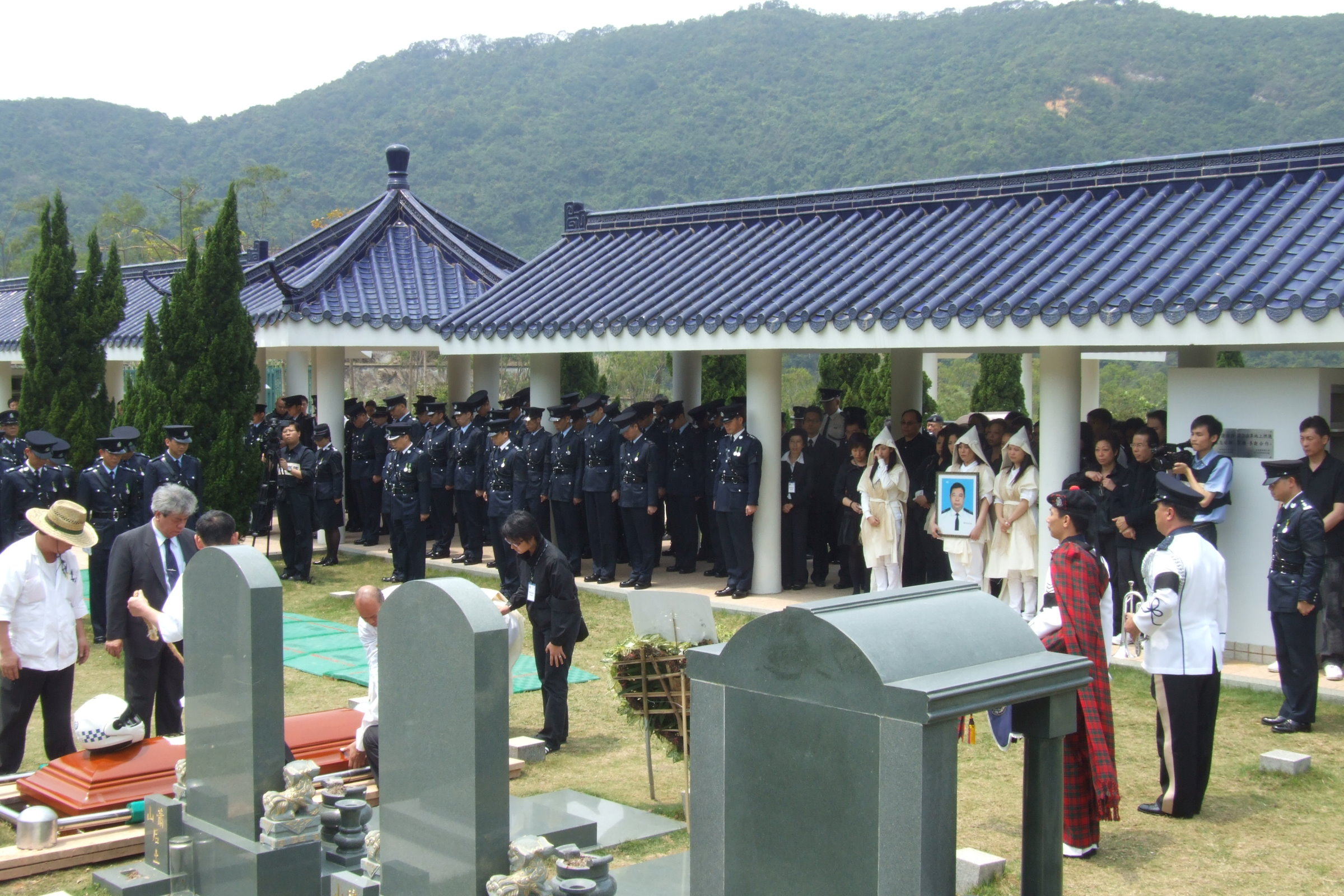
殉職人員連同生前所戴警帽會被一同安葬浩園。

## 打油詩
|  | 左邊油炸蟹（手銬），右邊皇家柴（警棍），頭戴欖樹帽（警徽），腳踏大皮鞋（皮靴）。 |

|  | ABCD，大頭綠衣，捉唔到賊，吹BB。 |

1922年，警察隊在遙遠的山東省招募人手以增強警力，於威海衛港口簽訂合約。同時依其國籍，分別編成英國籍及印度籍、華籍與葡萄牙籍三個大隊。當時人員的編號被加上英文字母，以茲悉別其國籍及背景：A 代表歐洲（主要是英國）；B 代表印度 （摩羅差）；C 代表香港華人（廣東人）；D 代表山東人（山東差）；後來加上 E 代表白俄羅斯。除了上述種族人士投身警察隊以外，還有來自澳門、葡萄牙、土生土長的歐亞混血兒，來自英聯邦的南非、澳大利亞、紐西蘭及加拿大等。 另外，於1940年代，警察隊特設 F 代表於日本侵華期間負責防空洞秩序的人員，為數約30。
當時英國籍警員的地位最高，佩槍；其次是印度籍，同樣有槍；最低是華人，只有警棍。另外，不同種族的警員所配戴的警帽亦有所不同，歐籍警員使用有尖刺的頭盔（後改用平頂帽），印籍警員以布包頭，華人警員則使用圓錐狀的竹帽（後改用平頂帽）。警員的夏季制服顏色為深綠色（後改為卡奇色），冬季為深藍色。當時，警員之間的通訊靠吹笛，因此，當時民間有上述順口溜，「ABCD，大頭綠衣，捉唔到賊，吹BB。」，描述當年人員的形象。

## 禁忌

### C餐
香港茶餐廳有時會把不同的常餐選擇稱為「A餐」、「B餐」或「C餐」。由於英文“C”字與廣東話「屍」字發音相同，所以為了避諱，警局食堂餐牌上的第三個常餐選擇不會叫作「C餐」，而會被稱為「三號餐」或「丙餐」。某些食堂更不會提供第三個常餐選擇。

### 鹹魚
廣東話裡，鹹魚是死屍的俗語之一。所以警員為了避諱會警局食堂內避免叫含有鹹魚的食物（例：鹹魚雞粒炒飯）作為餐食。

### 糯米雞
由於被裹著的食物被認為像包裝屍體般，所以警員在食堂內會避免叫糯米雞或腐皮卷作為餐食。

### 拿走吃剩的食物
因為避諱屍體的關係，警員如果需要從食堂拿走他吃剩的食物的話，他會要求「拎走（拿走）」而不會說「打包（把食物包起）」。

### 坐枱
廣東話裡，「擺上枱」有「惹上官司」的意思。所以為了避諱，警員絕對不會坐在桌子（枱）上。

### 警署窗戶
廣東話裡，窗戶裡「窗」與槍枝裡的「槍」字同音。為了避諱，警署的窗戶基本上不會打開，以免「開窗/槍」。

### 交通部人員頭盔
當有特別任務時，交通總部的人員於當天出勤前會刻意免除清潔頭盔的習慣，此乃避諱發生交通意外。

### 指甲
人員在接受季度和年度槍械訓練，以及在準備執行特別任務前，會刻意不修剪指甲。

### 借煙點火
借煙點火的行為可以被稱作「駁火」，而駁火亦有「持槍人士在槍戰中向對方還擊」的意思，所以，有吸煙習慣的警員都不會借別人已燃點的香煙為自己的香煙點火。